# Ciao Bambina
Ciao Bambina és un curtmetratge documental espanyol del 2024, dirigit per Afioco Gnecco i Carolina Yuste.
En 2025 va ser nominat als XXXIX Premis Goya en la categoria de Millor curtmetratge documental.

## Argument
El curtmetratge se centra en el viatge personal d'Afioco Gnecco a mesura que lídia amb la seva transició de gènere i els efectes de la testosterona en el seu cos. Al costat de la seva amiga Carolina, qui li ha donat suport des de l'inici de la seva transició, cerca reconciliar-se amb el seu deadname i sentir-se còmode a la fi per banyar-se a la platja.

## Producció
La idea de Ciao Bambina va sorgir arran d'unes vacances conjuntes que van fer els directors de la pel·lícula a l'illa d'El Hierro, quan Afioco estava començant la seva transició de gènere, la qual cosa va inspirar a Yuste a començar a gravar-li per documentar la seva experiència. En el documental es mostren, a més, situacions a les quals ha de fer front Afioco al seu dia a dia, com no poder canviar el seu nom en el registre civil a causa de no tenir la nacionalitat espanyola, o haver d'esperar dos anys més per a poder sotmetre's a una cirurgia d'afirmació de gènere.
Malgrat les dificultats, tant Yuste com Gnecco van decidir afrontar el curtmetratge des d'una perspectiva positiva, afirmant estar cansats de les pel·lícules que reflecteixen la transsexualitat des de la tragèdia i la fixació per la genitalidad. Així mateix, Afioco Gnecco va esmentar la pel·lícula 20.000 espècies d'abelles com un referent positiu que oferia una altra sensibilitat.

## Premis i nominacions
- 2024: Guanyador del Bisnaga de Plata del Festival de Màlaga.[2]
- 2025: Nominat al Goya al millor curtmetratge documental.[3]